# Louis Clichy
Louis Clichy (Chartres, 1977) è un regista, animatore, sceneggiatore, produttore cinematografico e doppiatore francese, noto principalmente per aver diretto Asterix e il Regno degli dei e Asterix e il segreto della pozione magica .

## Biografia
Laureato alla scuola Gobelins, viene notato dai Pixar Animation Studios per il suo cortometraggio A cosa serve l'amore. Collabora tre anni come animatore su film dello studio come WALL•E e Up prima di tornare a lavorare in Francia. 
Viene scelto come regista, assieme a Alexandre Astier, per l'adattamento di Asterix e il Regno degli dei tratto dalla serie a fumetti su Asterix di René Goscinny e Albert Uderzo e il primo ad essere realizzato interamente in animazione digitale in 3D. 
Il film riceve ottime recensioni nel complesso, è elogiato per la sua animazione e il suo umorismo e fa un punteggio eccellente al botteghino. Albert Uderzo dichiara inoltre di essere contento di questo film che è rimasto fedele all'opera che ha creato con René Goscinny. 
Di fronte a questo successo, viene messo in produzione un altro film su Asterix che sarà Asterix e il segreto della pozione magica. 
Il film è basato su una storia originale di Alexandre Astier, permette a Louis di assumere il compito di sceneggiatore oltre a quello di regista. 
Louis Clichy decide di non ripartire per un terzo film di Asterix e preferisce dedicarsi a un progetto personale di lungometraggio in animazione 2D.

## Filmografia

### Regista

#### Lungometraggi
- Asterix e il Regno degli dei (Astérix: Le Domaine des dieux) - co-regia con Alexandre Astier (2014)
- Asterix e il segreto della pozione magica (Astérix: Le Secret de la potion magique) - co-regia con Alexandre Astier (2018)

#### Cortometraggi
- George & A.J. (2009)
- Il primo appuntamento di Riley (2015)

### Sceneggiatore

#### Lungometraggi
- Asterix e il Regno degli dei (Astérix: Le Domaine des dieux) - co-regia con Alexandre Astier (2014)
- Asterix e il segreto della pozione magica (Astérix: Le Secret de la potion magique) - co-regia con Alexandre Astier (2018)

#### Cortometraggi

##### Animatore

###### Lungometraggi
- WALL•E, regia di Andrew Stanton (2008)
- Up, regia di Pete Docter (2009)

#### Cortometraggi
BURN•E, regia di Angus MacLane (2008)

#### Televisione
- Corneil e Bernie (2003-2006)
- Pat & Stan (2003-2005)

### Doppiatore (ruoli minori)
- Asterix e il Regno degli dei (Astérix: Le Domaine des dieux) - co-regia con Alexandre Astier (2014)
- Asterix e il segreto della pozione magica (Astérix: Le Secret de la potion magique) - co-regia con Alexandre Astier (2018)

## Riconoscimenti
- 2019 - Premio César
  - Candidatura al miglior film d'animazione